# هاکوب هاکوبیان (دولتمرد، زاده ۱۹۵۷ میلادی)
هاکوب وارطانسی هاکوبیان (ارمنی: Հակոբ Վարդանեսի Հակոբյան؛ زادهٔ ۱۳ مارس ۱۹۵۷) یک  سیاستمدار اهل ارمنستان است که از تاریخ ۱۹۹۹ تا تاریخ ۲۰۰۷ سمت نمایندگی دوره‌های دوم و سوم مجلس ملی جمهوری ارمنستان را برعهده داشت.

## زندگی‌نامه
در ۱۳ مارس ۱۹۵۷ در ایروان به دنیا آمد و از دانشگاه ملی علوم کشاورزی ارمنستان (۱۹۹۹) فارغ‌التحصیل شد. وی همچنین برنده مدال شجاعت (۱۹۹۴)، نشان صلیب رزمی (ارمنستان) (درجه یک؛ ۱۹۹۴)، مدال مارشال باقرامیان (۱۹۹۷) و نشان سپاس مادری فرزندان دلیر آرتساخ (۱۹۹۳) شده است.